# Łyszczec rozesłany

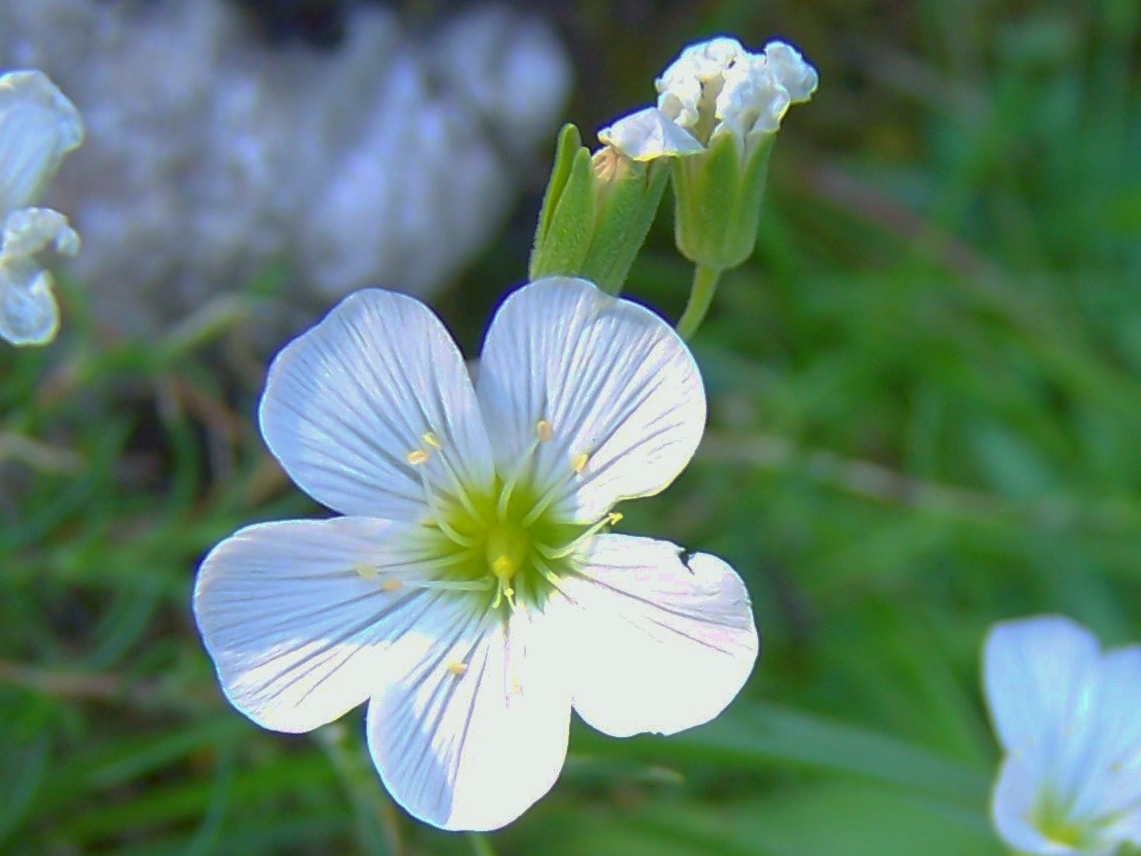
Kwiaty

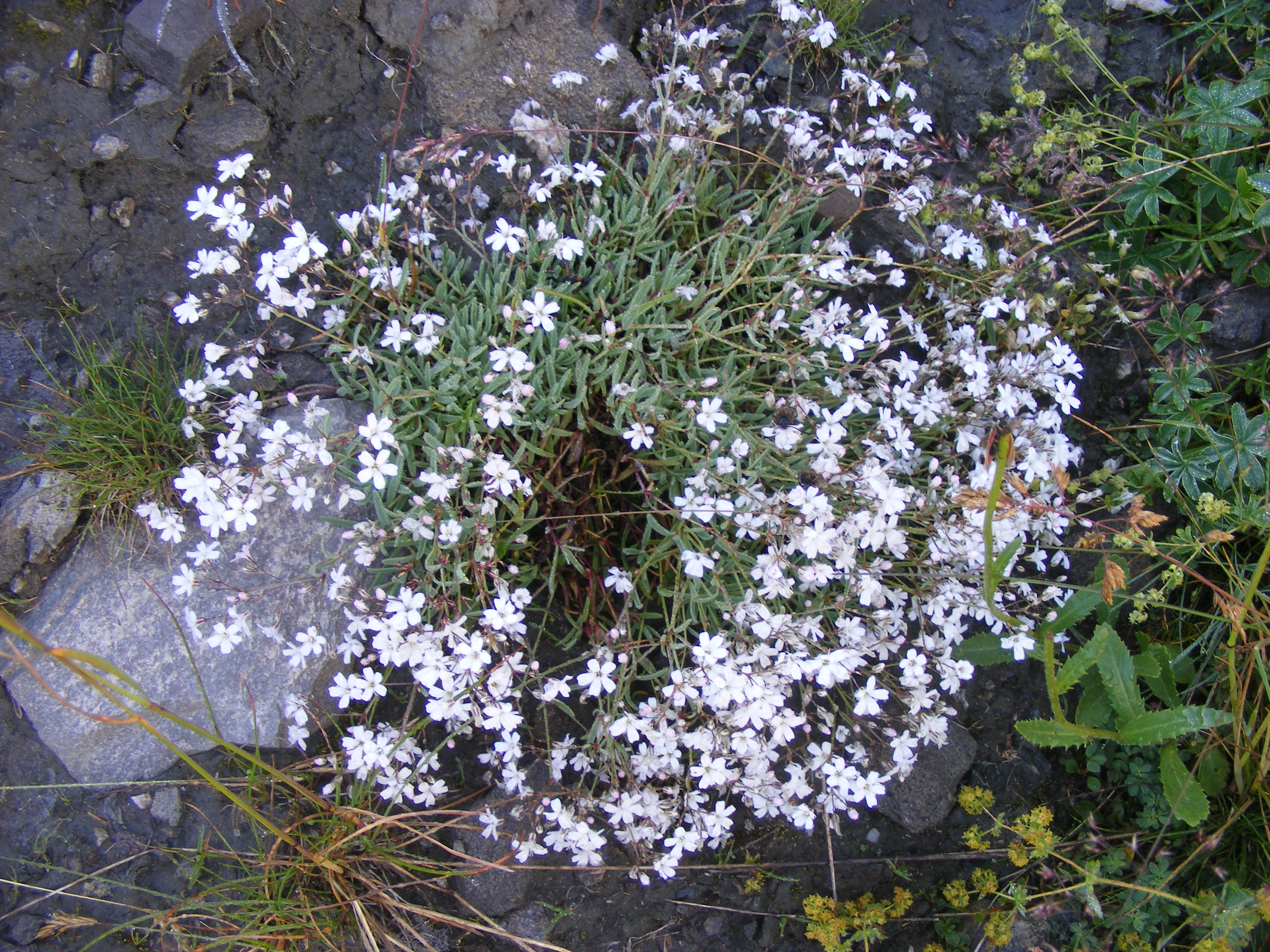
Odmiana ogrodowa

Łyszczec rozesłany, gipsówka rozesłana (Gypsophila repens L.) – gatunek rośliny należący do rodziny goździkowatych. Występuje w górach Europy. W Polsce tylko w Tatrach i Pieninach, a na niżu czasami jako ergazjofigofit – uciekinier z uprawy.

## Morfologia
PokrójTworzy zwarte kępy o wysokości do 20 cm. W kępach oprócz pędów kwitnących występują też pędy płonne.
ŁodygaPłożąca się, cienka, naga. Łodygi kwiatowe zwykle podnoszą się nieco.
LiścieUlistnienie naprzeciwległe, liście równowąskie, jednonerwowe, całobrzegie, nagie.
Kwiaty'Drobne kwiaty zebrane w wierzchotkę lub kwiatostan złożony – wierzchotki tworzące wiechę. Kwiaty o 5 białych lub różowych płatkach korony na wyprostowanych i cienkich szypułkach dłuższych od kielicha. Kielich złożony z 5 jajowatych, nagich działek.
OwocTorebka pękająca 5 klapami i zawierająca drobne i liczne nasiona pokryte brodawkami.

## Biologia i ekologia
Bylina, chamefit. Kwitnie od czerwca do września. Siedlisko: murawy, skały, głównie na podłożu wapiennym. W Tatrach występuje od regla dolnego do piętra halnego, głównie w reglu górnym i piętrze kosówki. W klasyfikacji zbiorowisk roślinnych gatunek charakterystyczny dla O. Thlaspietalia rotundifolii. Liczba chromosomów 2n= 34.

## Zastosowanie
Roślina ozdobna. Ma podobne zastosowanie jak łyszczec wiechowaty zwany popularnie „gipsówką”. Jest dobrą rośliną okrywową, nadaje się do obsadzania murków, skarp i do ogrodów skalnych, często używany jest jako dodatek do wiązanek i bukietów kwiatowych. Jest łatwy w uprawie i nie wymaga żyznej gleby – może być piaszczysta lub gliniasta z dodatkiem piasku i kamieni. Potrzebuje natomiast słonecznego stanowiska. Zwykle sieje się go z nasion, można też uprawiać z gotowych sadzonek lub przez szczepienie na starszych korzeniach lub jednorocznych siewkach.